# Kamienica przy ulicy Stefana Batorego 8 w Krakowie
Kamienica przy ulicy Stefana Batorego 8 – zabytkowa kamienica, znajdująca się w Krakowie, w dzielnicy I, na terenie dawnej jurydyki Garbary.
Kamienica została wzniesiona w 1876 według projektu architekta Józefa Kwiatkowskiego.
Kamienica znajduje się na obszarze Piasku, którego układ urbanistyczny został wpisany 15 października 2015 do rejestru zabytków. Budynek znajduje się także w gminnej ewidencji zabytków.